# ITV3
ITV3 es un canal de televisión británico que se puede sintonizar por TDT, satélite, cable e IPTV.
El canal está dirigido a un público mayor de 35 años de edad, gran parte de su programación consiste en series antiguas de ITV, sobre todo drama y comedias. Debido a los intentos de ITV para darle una mayor audiencia al canal, comenzó a emitir series norteamericanas como NUMB3RS y Law & Order: Trial by Jury. El canal cuenta con un servicio llamado ITV3+1 el cual emite la programación de ITV3 una hora más tarde.
ITV3 también transmite un canal en alta definición llamado ITV3 HD, el cual está disponible a través de la plataforma de televisión satelital Sky.

## Logos

2004-2006
2005-2013